# Moby Baby
Il Moby Baby è stato un traghetto, appartenuto alla compagnia di navigazione italiana Moby Lines dal 1990 al 2017.

## Servizio

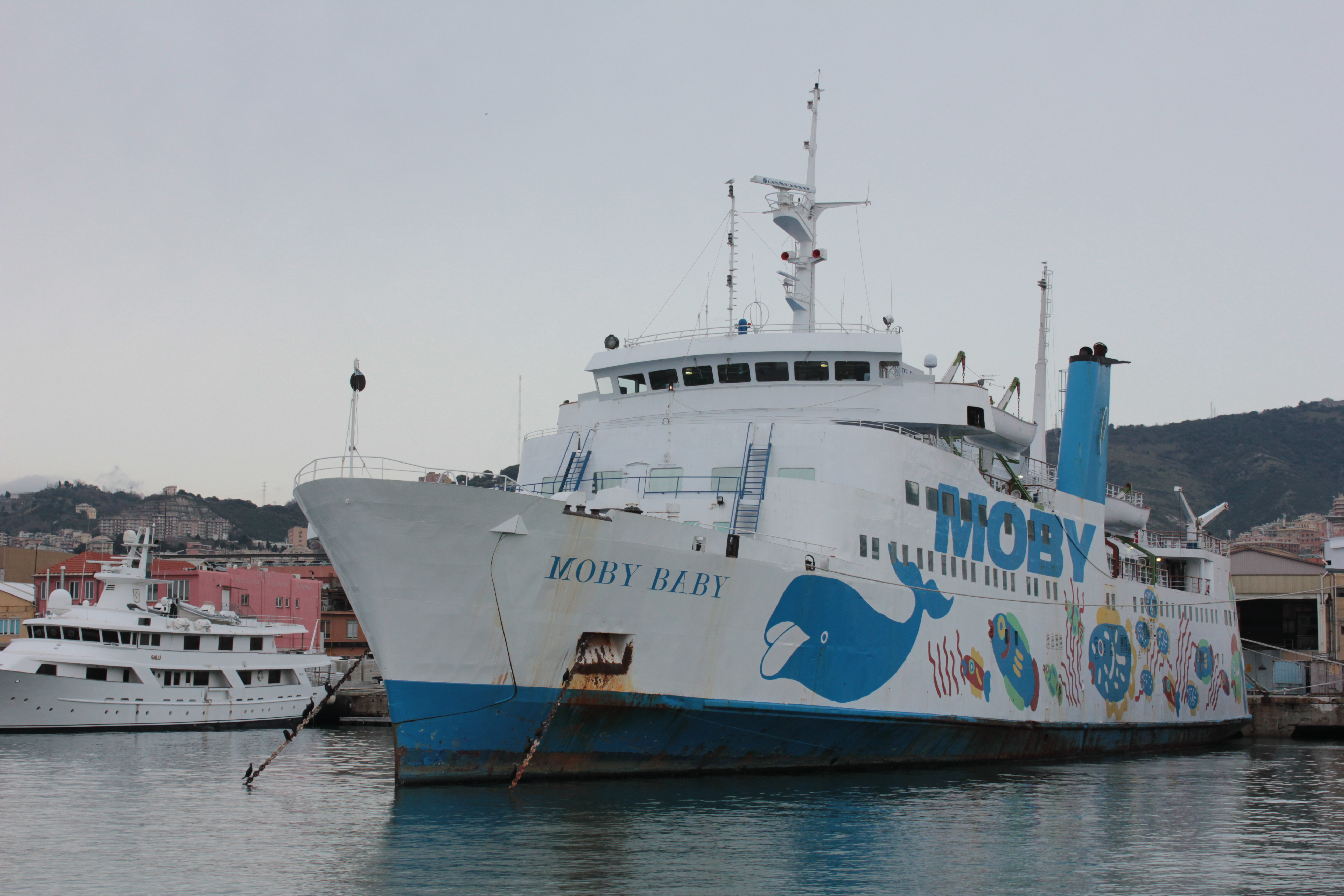
Moby Baby in disarmo invernale a Genova nel gennaio 2016.

La nave fu costruita presso gli Öresundvarvet Ab di Landskrona per la compagnia di navigazione svedese Rederi Ab Svea, venendo varata con il nome di Svea Drott il 20 gennaio 1966. Fu completata a giugno dello stesso anno, entrando poi in servizio tra Helsingborg e Travemünde, linea alla quale fu aggiunto uno scalo intermedio a Copenaghen. Il servizio fu sospeso nel marzo 1974 e il traghetto fu disarmato, venendo poi noleggiato nella stagione estiva alla Rederi Ab Gotland, che lo impiegò nei collegamenti tra Visby e Oskarshamn.
Nell'agosto 1974 la Svea Drott fu noleggiata alla British Railways, che la immise sulla linea Weymouth - Jersey - Guernsey in sostituzione di una delle proprie navi, che aveva avuto un guasto ai motori. La nave rimase in servizio su questa rotta dal 20 agosto al 26 settembre, venendo poi posta in disarmo a Helsingborg. Nel novembre 1974 la Svea Drott fu venduta alla Lloyd's Leasing, che la noleggiò a scafo nudo alla British Railways. Sottoposta a lievi lavori di rifacimento e rinominata Earl Godwin, la nave tornò in servizio tra Weymouth, Jersey e Guernsey nel febbraio 1975.
Rimase attiva principalmente nei collegamenti con le Isole della Manica fino al giugno 1980, facendo in alcuni periodi scalo a Portsmouth invece che a Weymouth. In seguito fu impiegata anche su altre rotte, alternando periodi di servizio per le Isole della Manica ad altri nei collegamenti tra Francia e Gran Bretagna. Nel 1984 prese bandiera delle Bermuda, venendo registrata a Hamilton. Nell'inverno 1989 fu noleggiata alla Mainland Market Deliveries, continuando ad essere impiegata sulle solite rotte. Il noleggio venne ripetuto nel gennaio 1990, venendo però interrotto per un'avaria. La nave fu quindi posta in disarmo e venduta, nel marzo 1990, alla Nav.Ar.Ma.
Rinominata Moby Baby e sottoposta a dei lievi lavori di ristrutturazione a Livorno, entrò in servizio a giugno nei collegamenti tra Piombino e Portoferraio, nei quali continuò a essere impiegata tutte le estati seguenti fino al 2017.
Nell'agosto 2015 fu coinvolta in un incidente di navigazione all'attracco a Portoferraio, in cui per un errore di comunicazione tra ponte e sala macchine colpì con la prua il molo. Riparata d'urgenza riprese servizio già il giorno successivo, mentre i più consistenti danni alle opere portuali furono riparati nei mesi successivi.
Nel maggio 2017 fu venduta alla compagnia greca Portucalence (successivamente rinominata Hellenic Med Ferries). Di conseguenza, il 5 luglio 2017 partì per la Grecia, trainata dal rimorchiatore Sea Dream. Il 13 luglio arrivò al Pireo, cambiando in seguito nome in Anemos.
La nave non entrò mai in servizio e nel 2018 fu venduta per la demolizione, arrivando nei cantieri di Aliağa ad ottobre.